# Wahaika

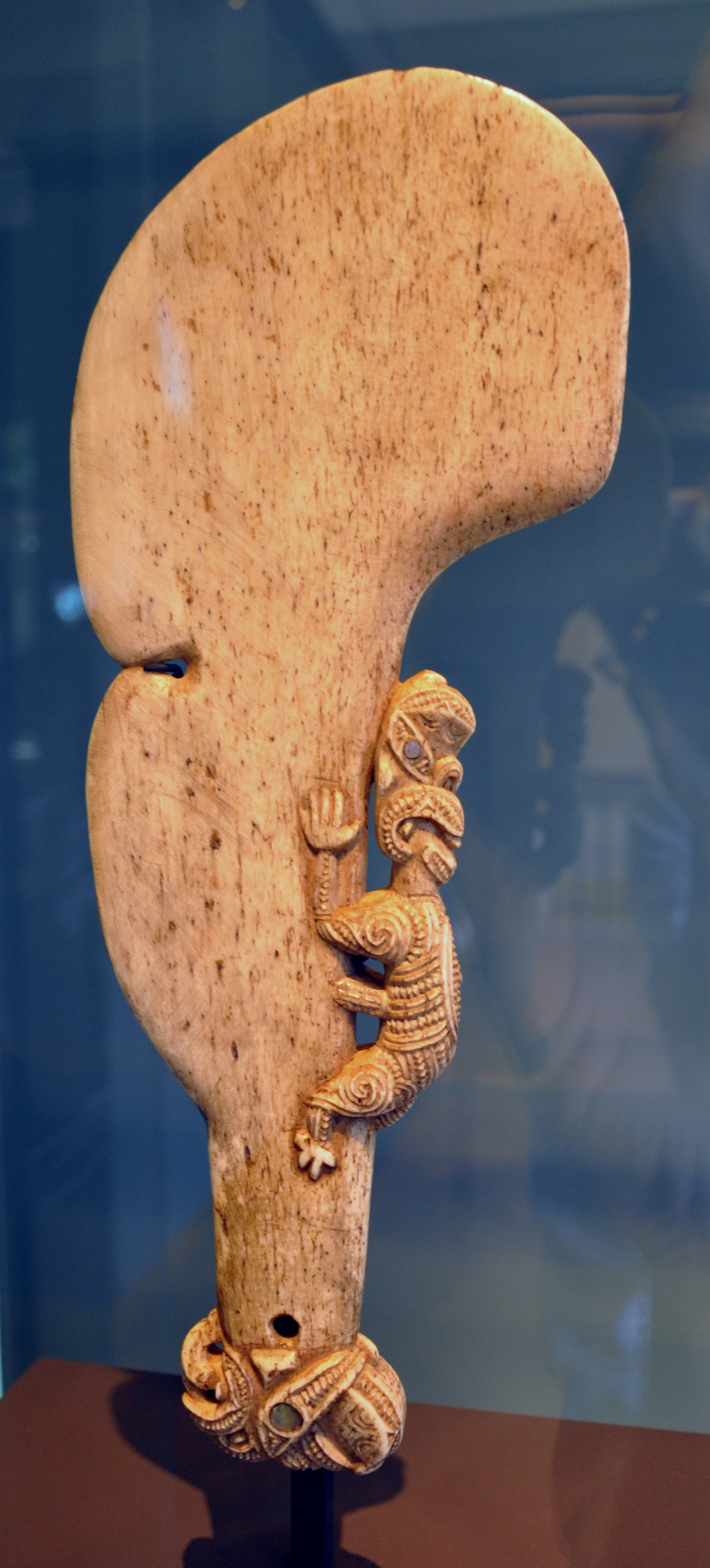
Un Wahaika expuesto en el Museo Rietberg, Zúrich.

El Wahaika es un tipo de arma tradicional de los maoríes, pueblo indígena neozelandés.
Un wahaika es una maza corta normalmente hecha de madera o hueso de ballena. Su nombre puede traducirse como "la boca del pez". La maza tiene una muesca en un lado que se usa para coger el arma del oponente. Se utiliza para empujar y golpear en combate cuerpo a cuerpo.